# Деревянная архитектура
Деревянная архитектура — разновидность архитектуры, связанная с использованием дерева (в отличие от архитектуры каменной, где используют каменные глыбы, кирпич, бетон и т. п.). В условиях окружения поселений могучими лесными массивами дерево являлось наиболее доступным и распространённым строительным материалом. В искусстве и архитектуре некоторых стран на протяжении веков имела преобладающую роль.

## История
Первые деревянные строения появились в X тысячелетии до нашей эры. Это были небольшие шалаши и хижины. Более крупные деревянные сооружения (храмы и общественные здания) стали появляться в период ранней античности. Примером такого сооружения является не сохранившийся до нашего времени храм Аполлона в Ферме, относящийся примерно к 640-630 годам до н.э. Уже в Древнем Риме применялись фахверковые конструкции из жёстко скреплённых деревянных балок (в верхних этажах римских инсул при сооружении балконов и эркеров). Место между такими балками обычно заполнялось смесью глины и шлака поверх плетня из ивовых прутьев. 

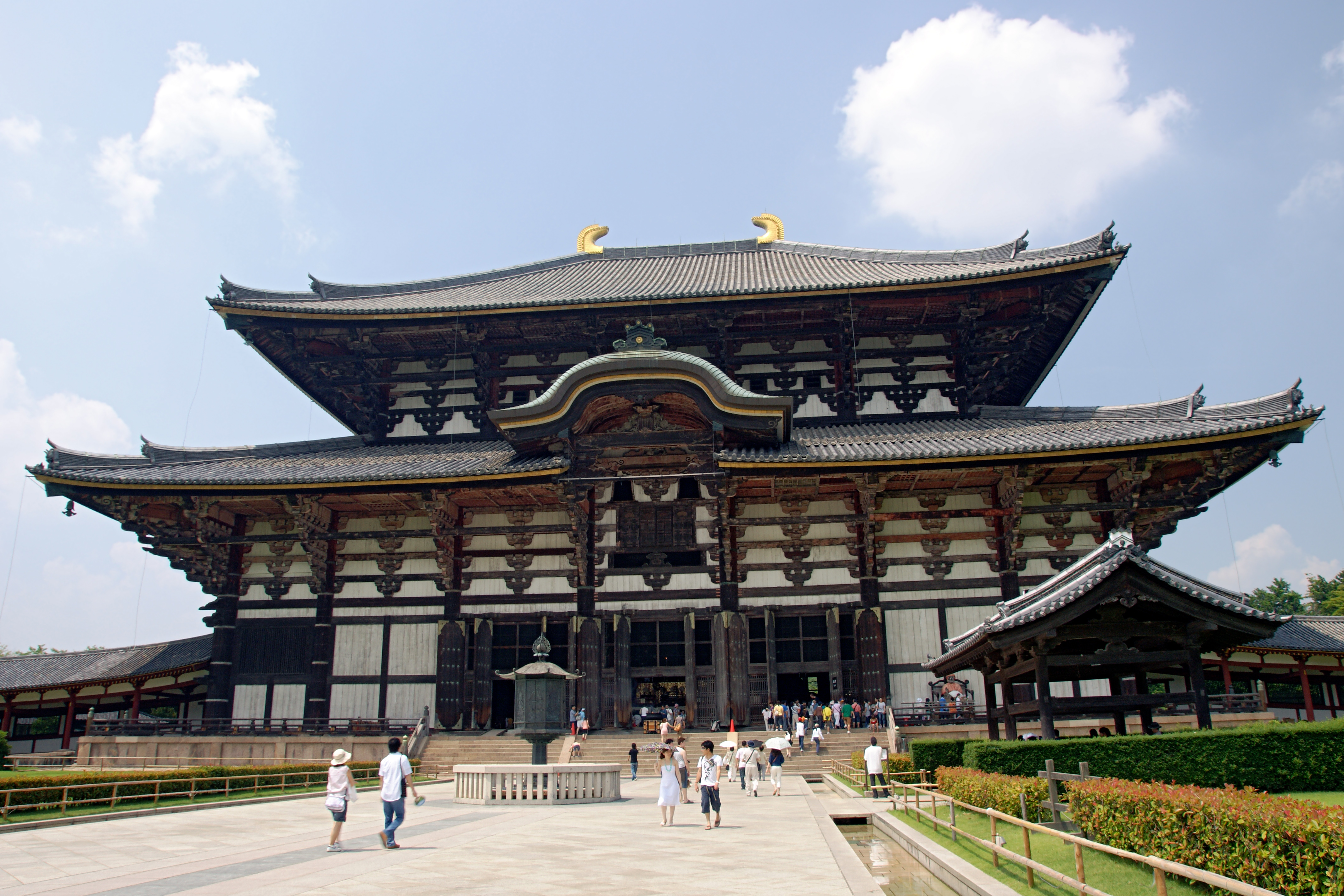
Главный зал храма Тодай-дзи в японском городе Нара, который считается самым большим деревянным сооружением в мире

В древнем Китае и Японии из дерева возводили большинство строений, что было связано с большим количеством лесов там, климатическими особенностями, а также большой вероятностью землетрясений в Японии. Китайские и японские здания строились с применением стоечно-балочной системы, при этом стены не поддерживали кровлю, а лишь выполняли роль разделяющих перегородок. Из древних китайских и японских деревянных строений до нашего времени сохранились постройки Запретного города в Пекине, пагода Шакьямуни храма Фогун в провинции Шаньси, храмовые комплексы Тодай-дзи и Хорю-дзи в Японии, и некоторые другие постройки.
Что касается европейских средневековых деревянных сооружений, дошедших до нашего времени, то среди них ряд ставкирок — деревянных средневековых церквей скандинавских стран, деревянные церкви на юге Малой Польши, церковь Святого Николая Чудотворца в Колодном (Закарпатье, 1470 год), средневековые фахверковые дома в городах Бельгии и Нидерландов.
С XVIII века при строительстве значимых сооружений в Европе древесина использовалась всё реже. Однако в конце XIX — начале XX века началось применение в строительстве новых материалов из древесины (клеёные деревянные конструкции, клеефанерные конструкции, бакелизированная фанера). В 1935 году из дерева была построена 118-метровая радиомачта в Гливице. 
Самым высоким современным деревянным сооружением считается построенная в 2007 году пагода Тяньнин (Чанчжоу, провинция Цзянсу, Китай), высота которой составляет 153,79 метра. В 2009 году в Лондоне было построено девятиэтажное деревянное жилое здание Stadthaus. С момента строительства этого здания по всему миру были построены ещё более 50 многоэтажных деревянных зданий, некоторые из которых имеют более десяти этажей. Основным строительным материалом большинства таких зданий являются многослойные клеёные деревянные панели.

### Россия
Истоки русской деревянной архитектуры восходят к народному зодчеству славянских племён. О древнерусском деревянном зодчестве возможно говорить лишь в форме догадок и предположений, поскольку не сохранились памятники тех времён или точное их описание. Недолговечность и горючесть строительного материала не позволили сохранить ни одной деревянной постройки, срубленной ранее XVI века. Иван Егорович Забелин предпринял первую попытку реставрации типа древнерусских деревянных построек, считая, что с течением времени и изменением образа жизни они изменялись в частностях, а не в общих чертах. Оставался неизменным основной тип, ядро постройки, а излюбленные архитектурные формы воспроизводились столетиями, дополняясь новыми более искусными сочетаниями.

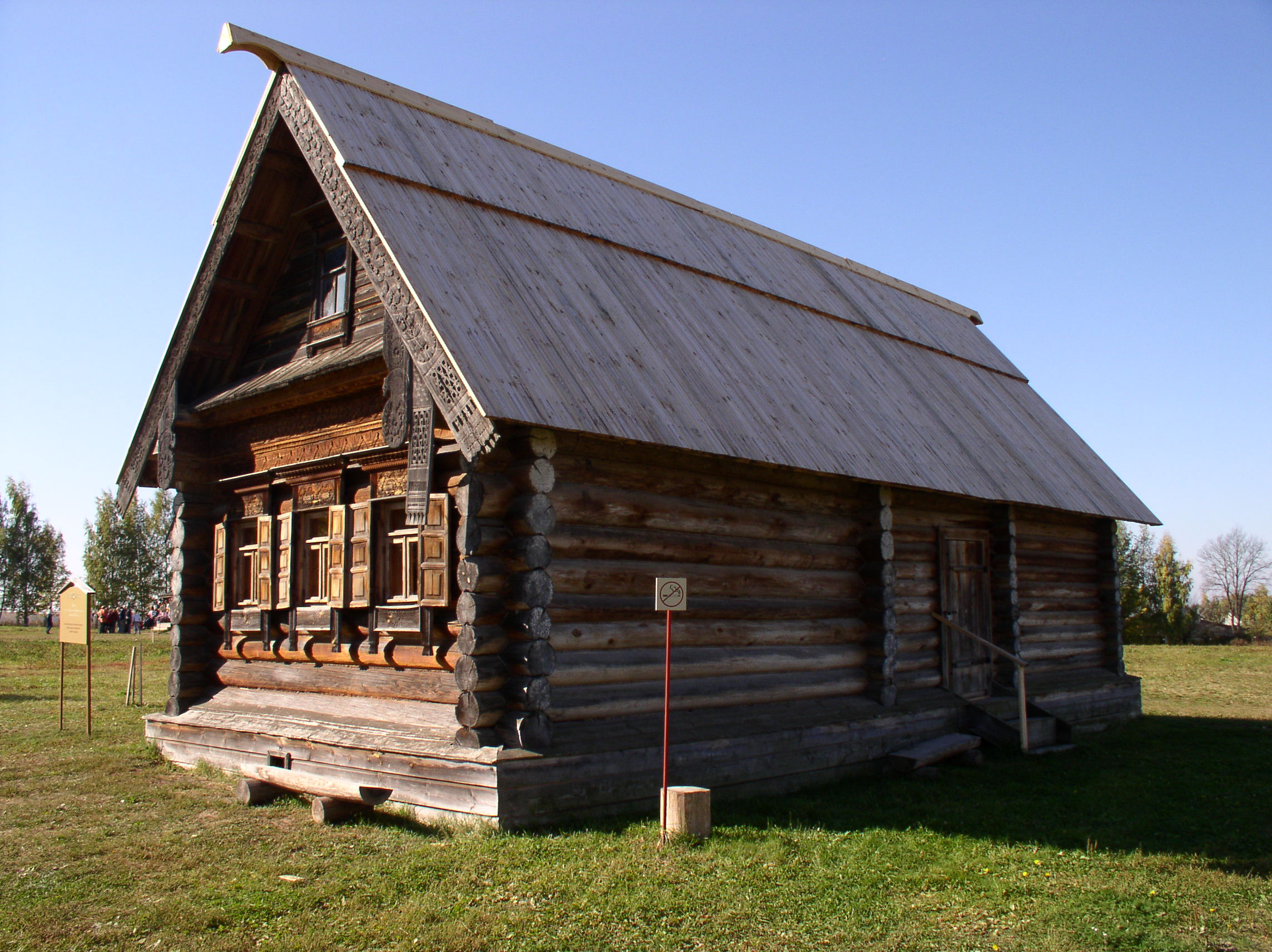
Изба из д. Каменево, XIX в., Музей деревянного зодчества, Суздаль

Дерево оставалось основным строительным материалом на Руси до конца XVII века. Наивысшее развитие конструктивных и художественных форм русское деревянное зодчество достигает в XV—XVIII веках. При реставрации деревянных храмов Каргополья и Нижне-Новгородского районов поражает отсутствие засечек от топора на брёвнах. Отсутствие засечек, безусловно, сказалось и на сохранности этих строений. Именно благодаря такому стилю работы, при котором плотник точно рассчитывал силу удара и подкрутку топора, приводивших в сумме к тому, что топор не останавливался в древесине, а срезав щепу, легко отскакивал вверх.
Начиная с XVIII века дерево постепенно вытесняют новые материалы, имеющие техническое превосходство: огнестойкости, устойчивости к гниению и грибку, в более позднее время и по теплоизолирующей способности. Древесина стала рассматриваться как материал, к которому приходится прибегать, только если нет возможности обратиться к более дорогому.
Всплеск интереса к деревянному зодчеству вырос на волне увлечением историческим направлением русского стиля в XIX — начале XX веков. Частыми заказчиками деревянной застройки в русском стиле были купцы (особенно старообрядцы). Таким образом, крестьянская деревянная архитектура, придя в город, становится всенародной и всесословной. Эклектичность в деревянных жилых домах проявлялась в сочетании стилевой профессиональной архитектуры и народной традиции.

## Музеи деревянной архитектуры
Россия:
- Кижи (Церковь Преображенская Господня)
- Богоявленская церковь (Палтога) на северо-западе Вологодской области
- Покровский храм в Вологодской области (уничтожен в пожаре 1963 года)
- Малые Корелы
- Витославлицы
- Костромская слобода
- Василёво (усадьба)
- Тальцы (музей)
- Музей деревянного зодчества в Cуздале
- Хохловка (музей)
- Архитектурно-этнографический музей Вологодской области

Другие страны:
- Музей народной архитектуры и быта Украины
- Музей народной архитектуры, быта и детского творчества в селе Прелестное, Украина
- Шевченковский гай (Львов), Украина
- Урнес, Норвегия
- Ром Орфанаж[англ.] (Стамбул), Турция — самая крупная деревянная постройка Европы

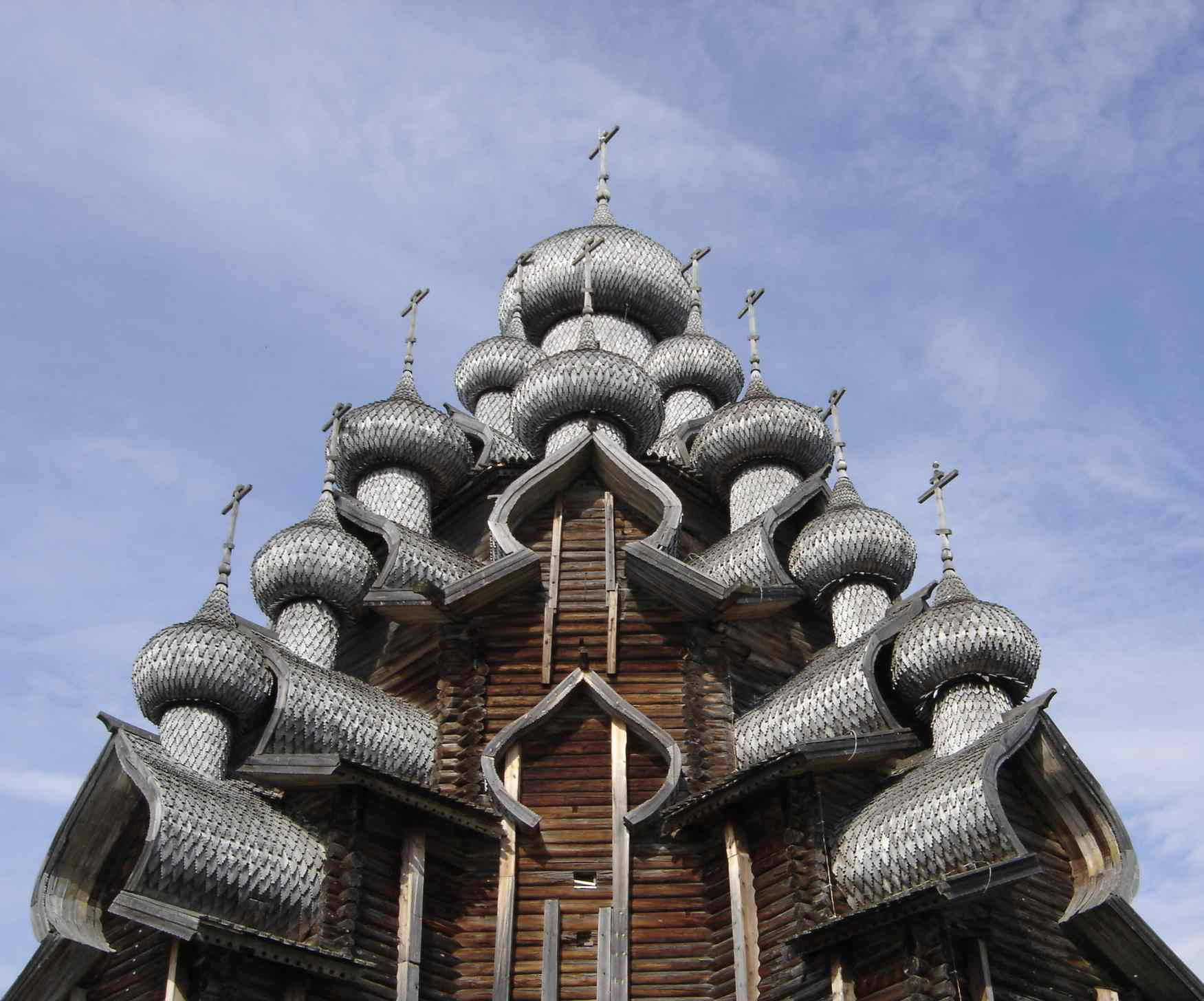
Кижи (Церковь Преображения Господня)
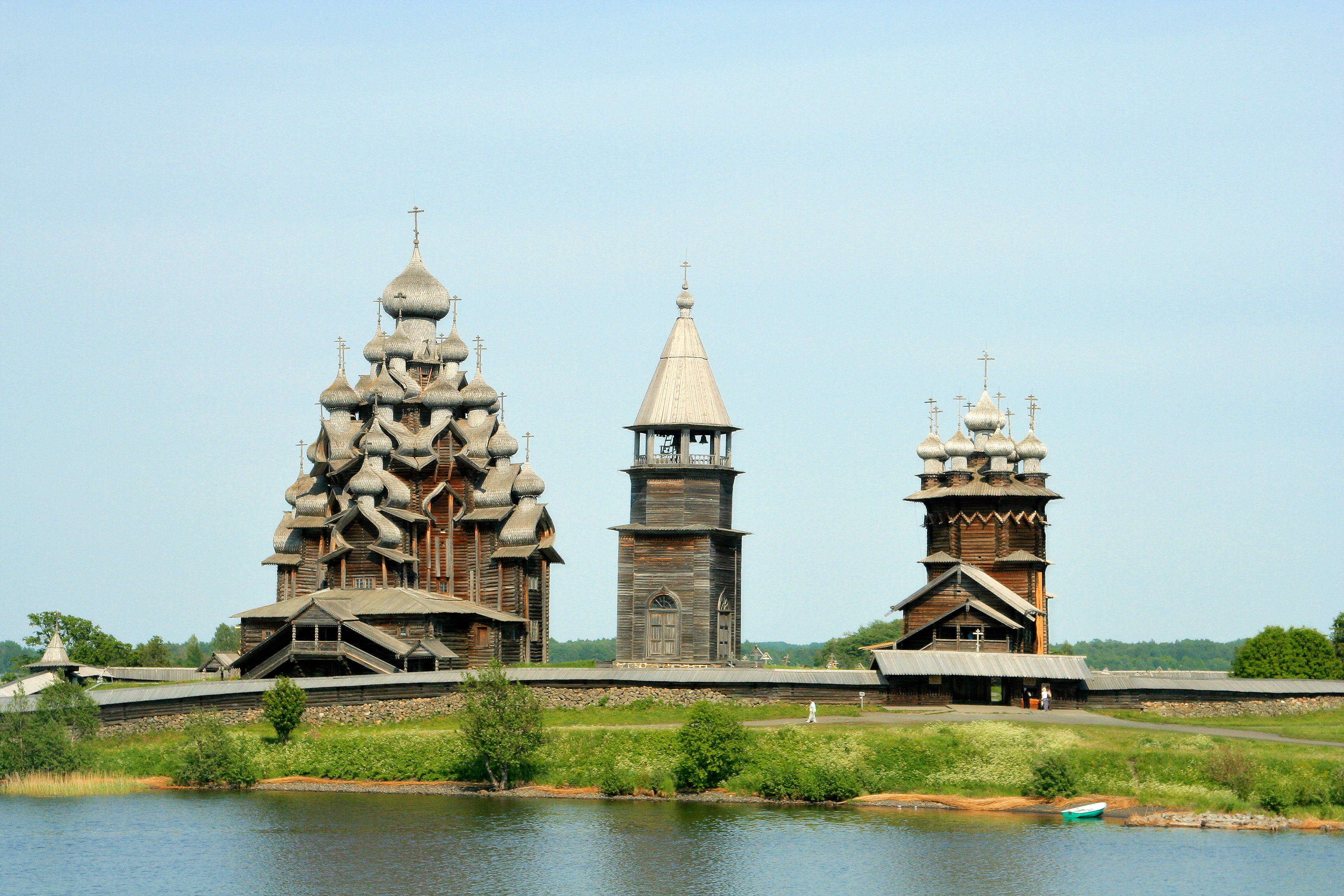
Общий вид на комплекс Кижи
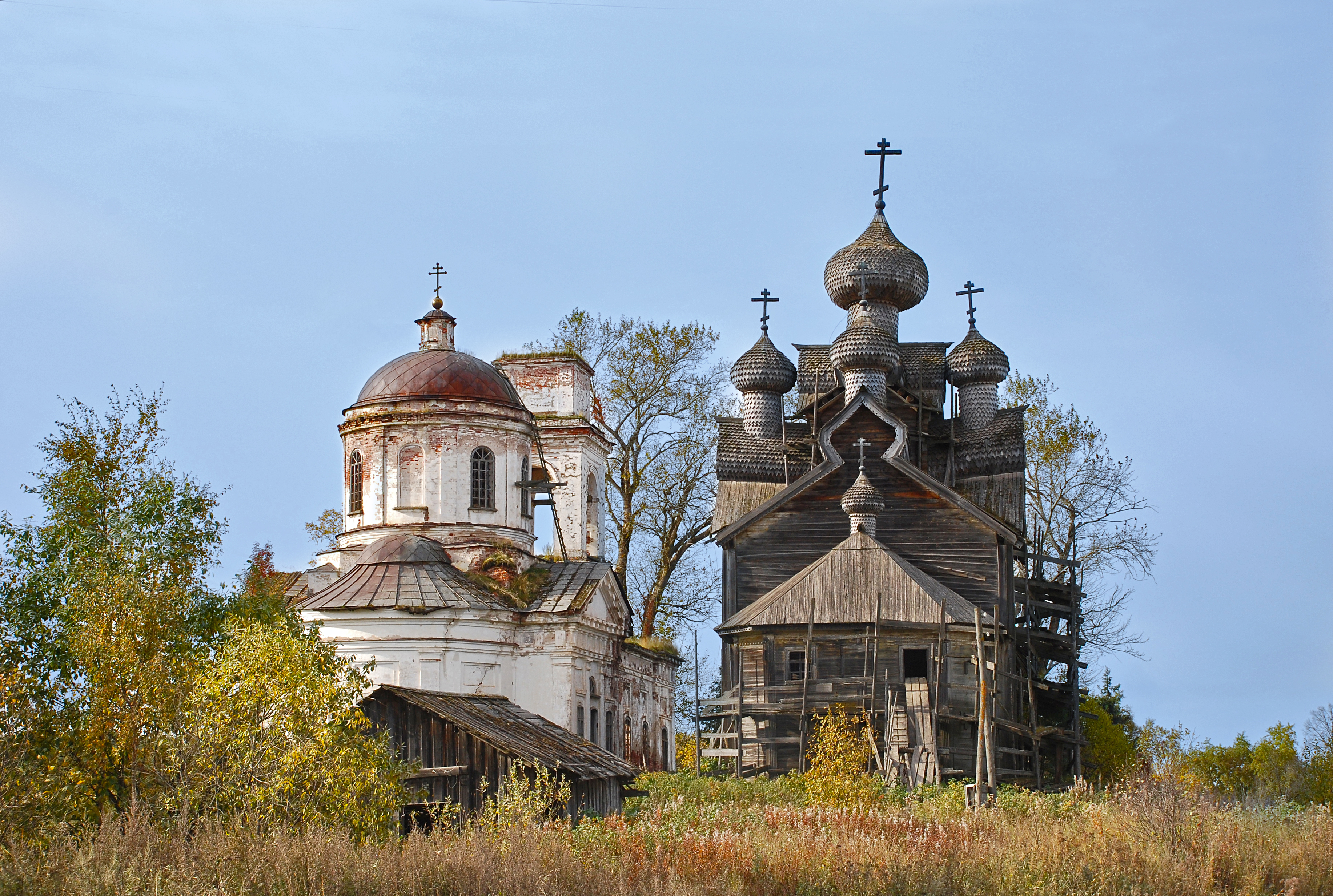
Храмовый комплекс Палтога
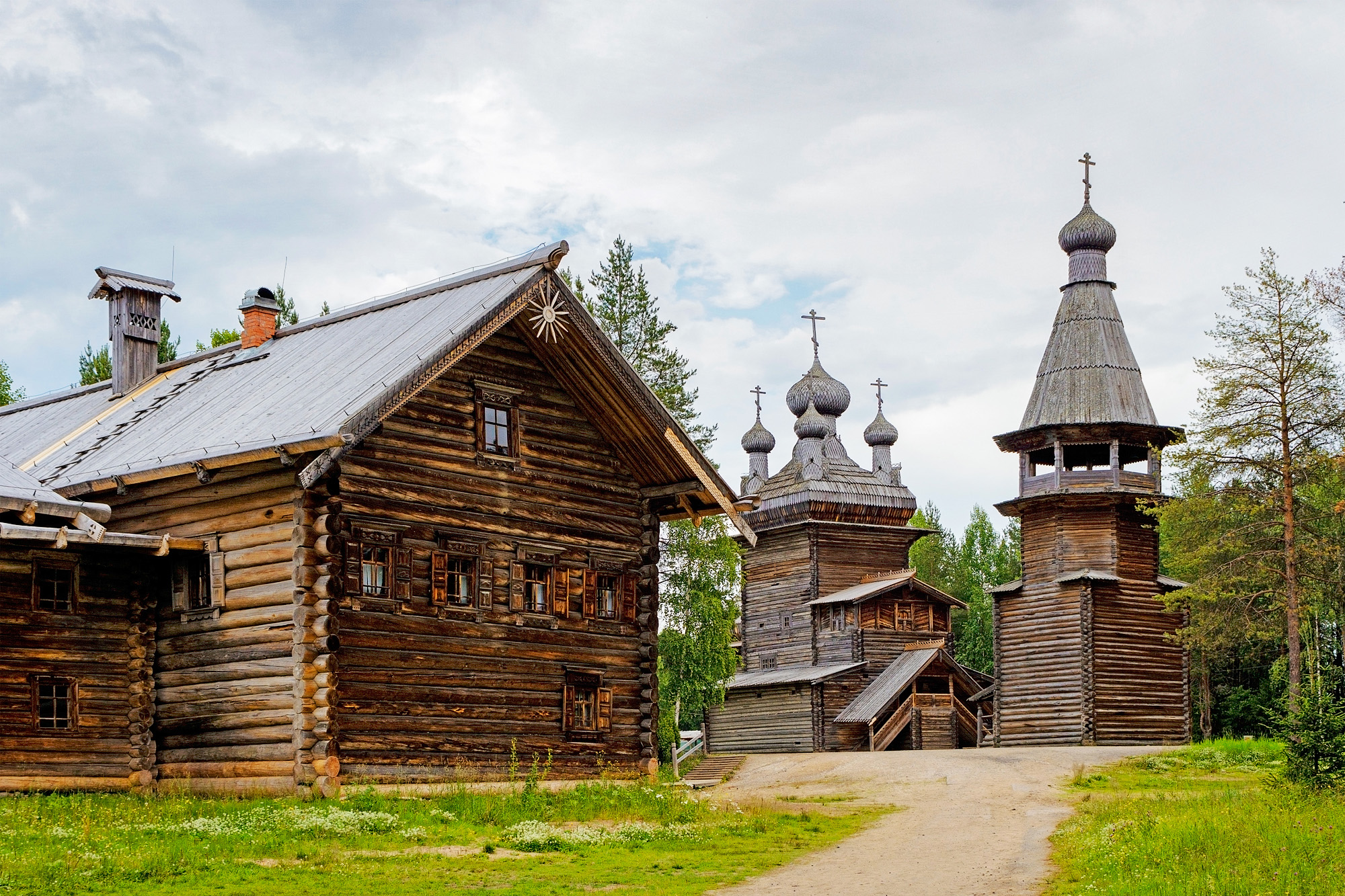
Малые Корелы
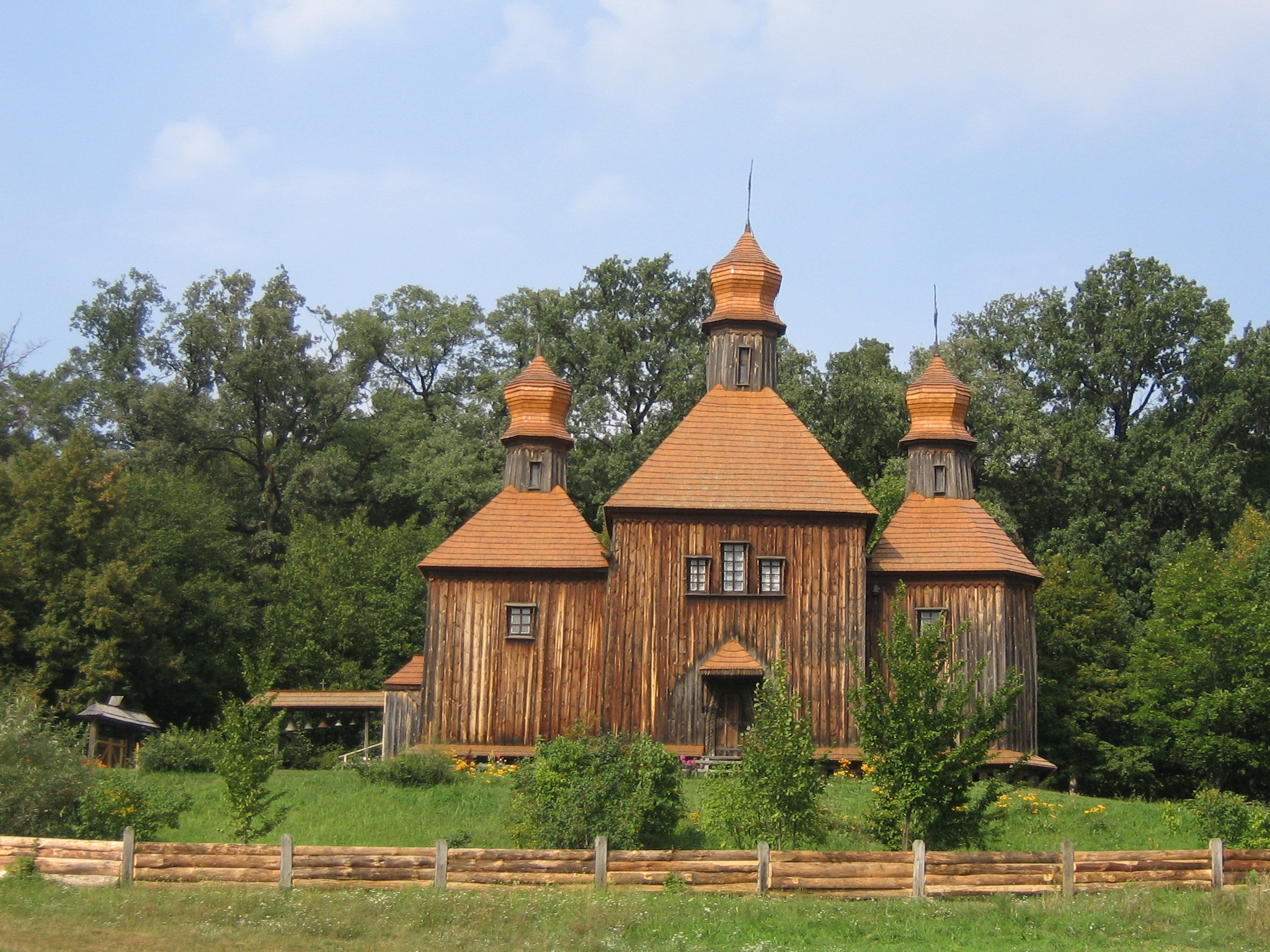
Храм Святого Архистратига Михаила в Музее народной архитектуры и быта Украины
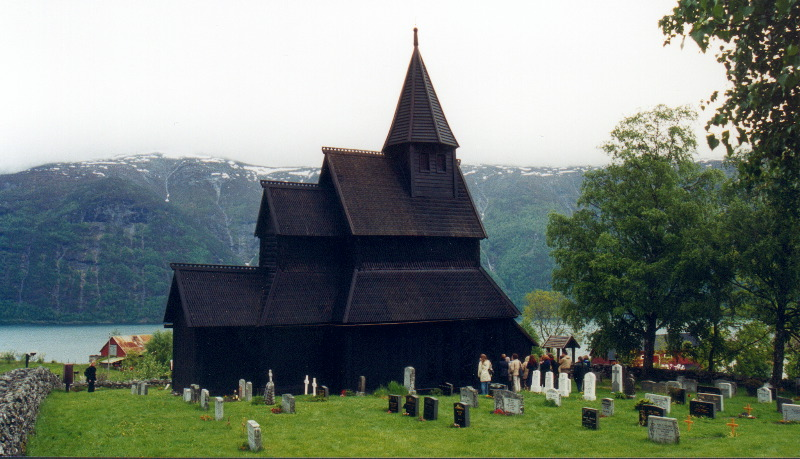
Каркасная церковь в Норвегии
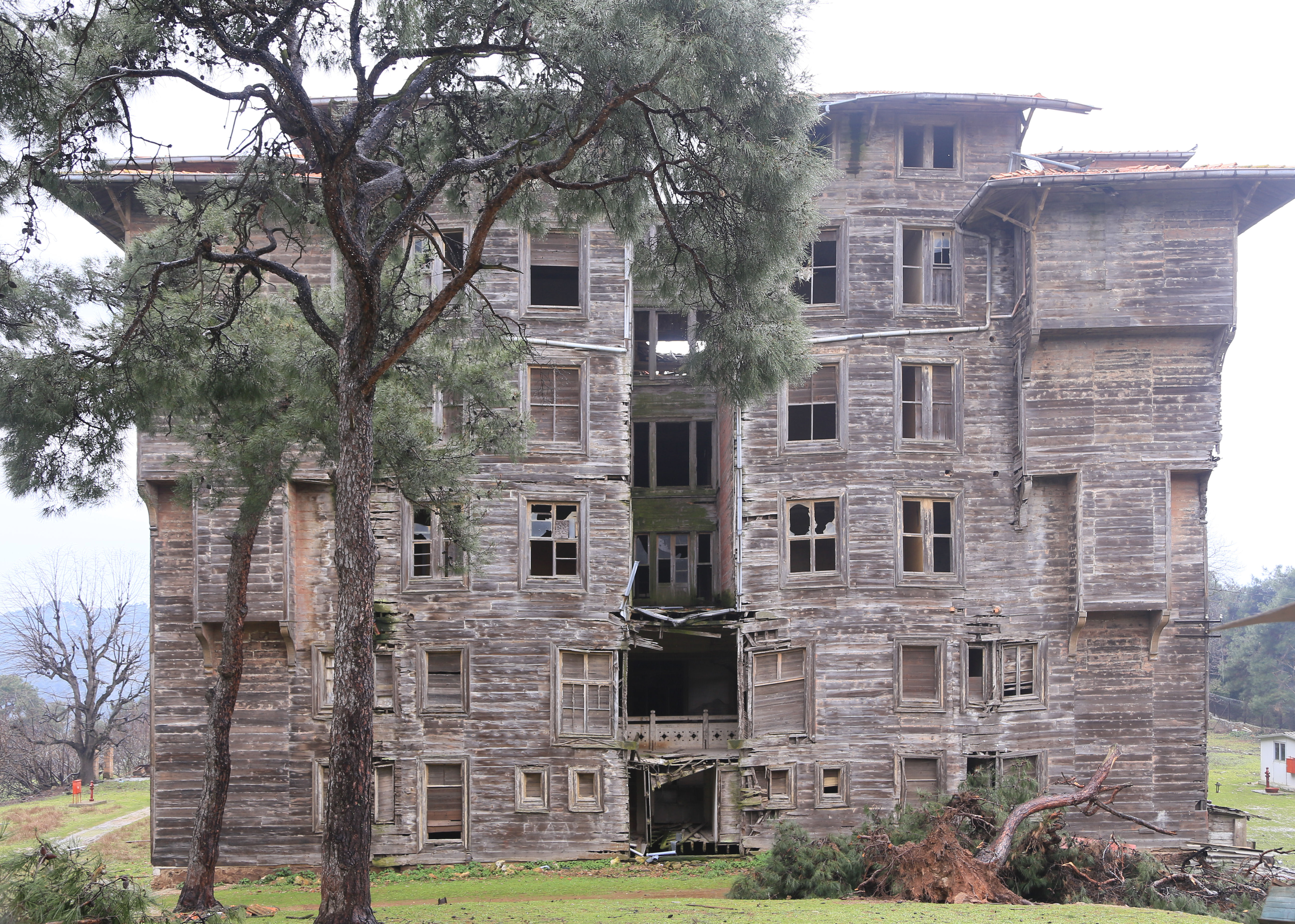
Ром Орфанаж, Турция

## Технические особенности
Новый виток деревянного зодчества имеет свои особенности: топор и ручная пила всё меньше используются на стройплощадке, вместо них сейчас чаще можно заметить бензопилу и кран.

## Образование
В России существует кафедра древесиноведения и деревообработки в Московском Государственном Университете Леса (Мытищинский филиал МГТУ им. Баумана) — единственное высшее учебное заведение, где преподаётся деревянное зодчество.

## Галерея

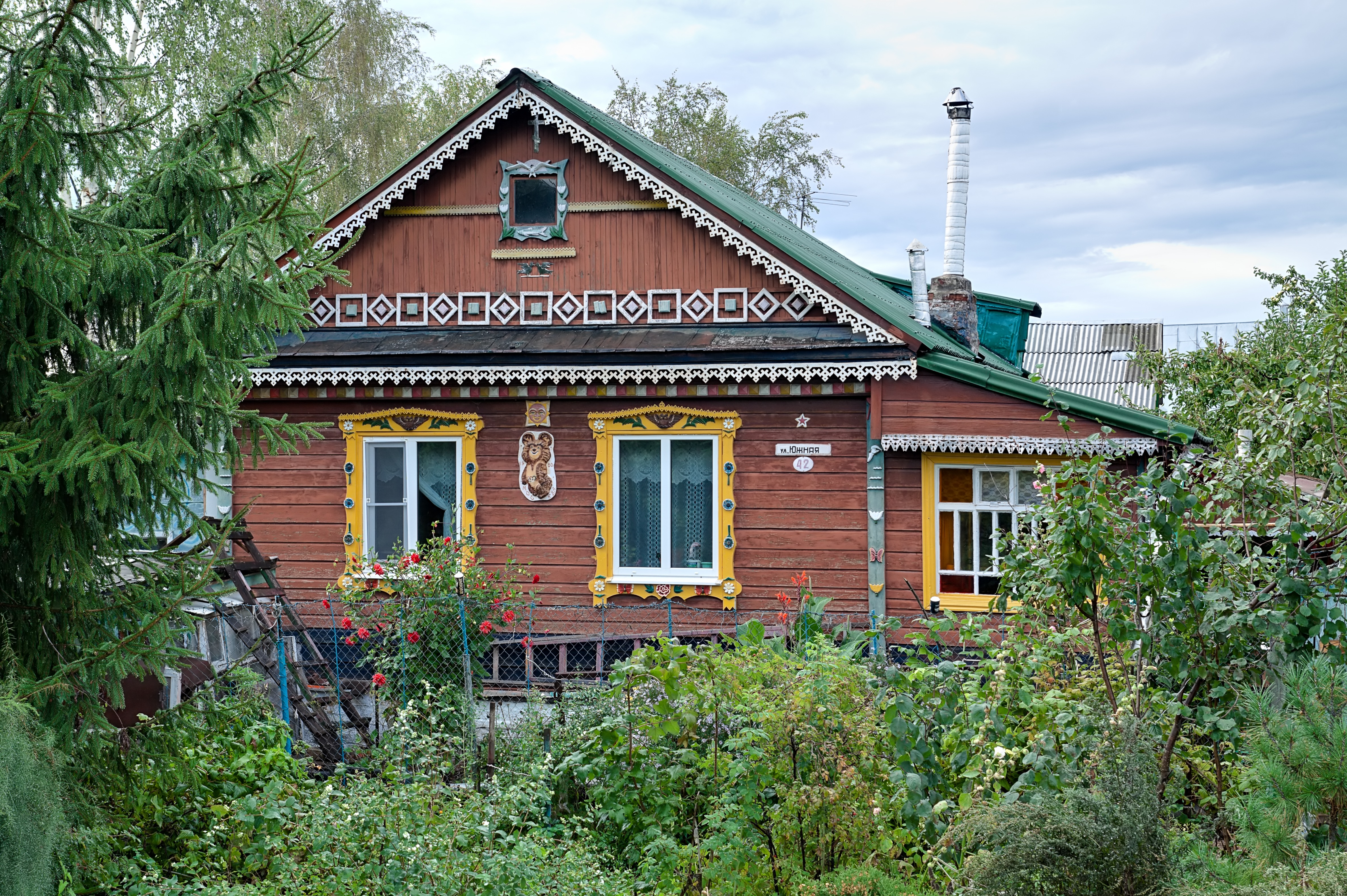
Дом в Переславле Ярославской области, Россия
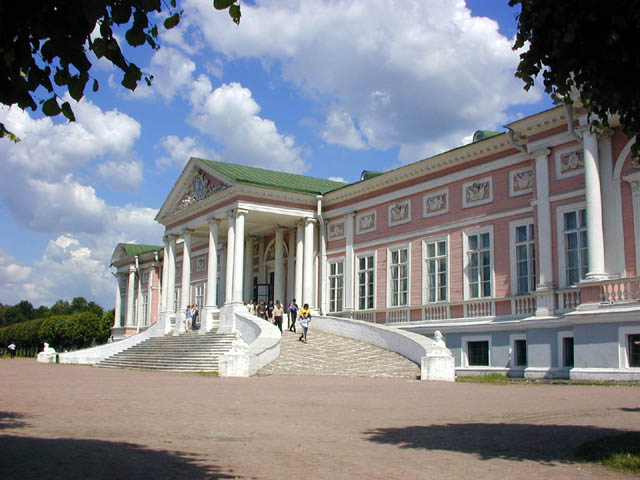
Кусково, дворец из дерева, окрашенный под каменный в стиле классицизм
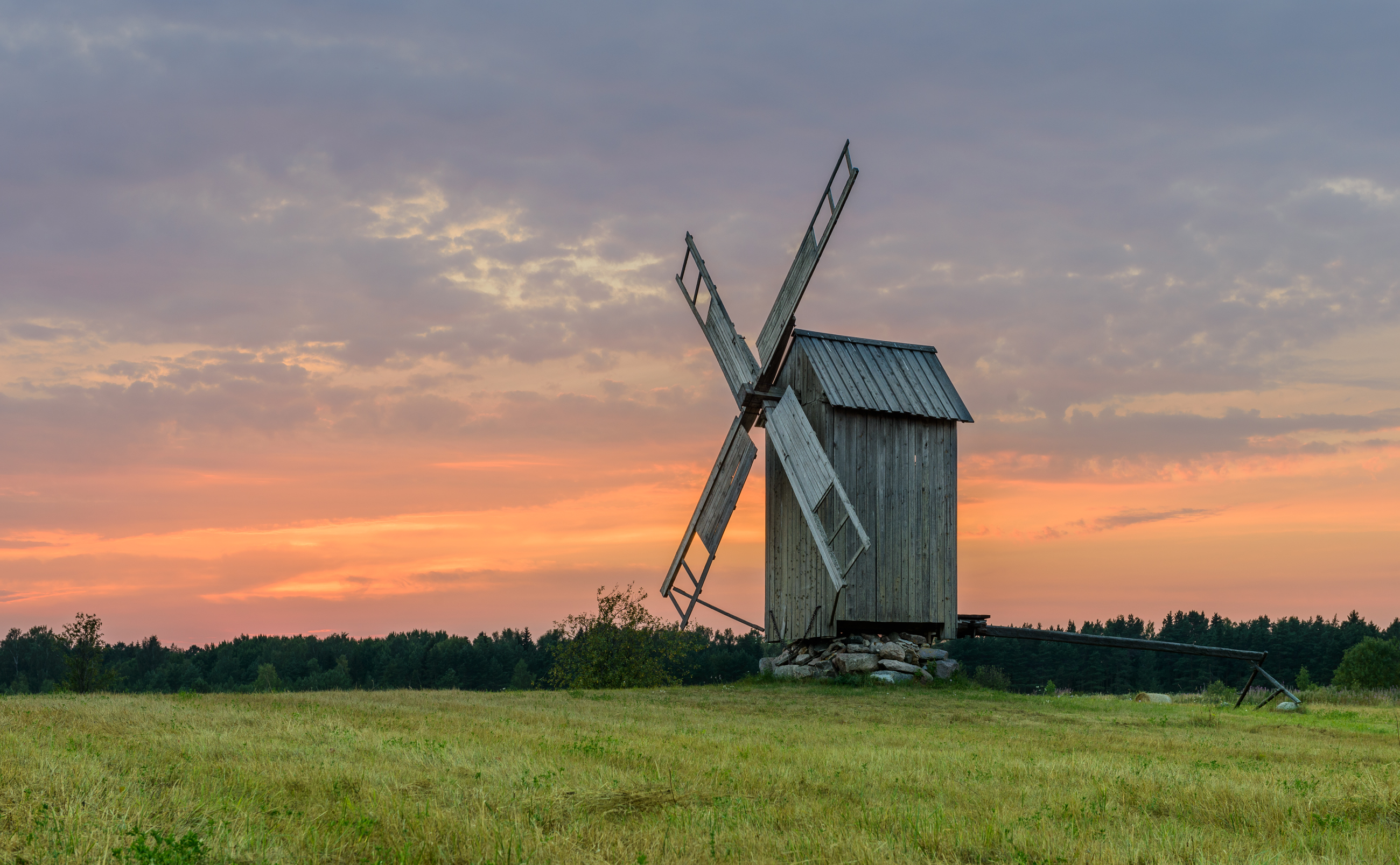
Мельница
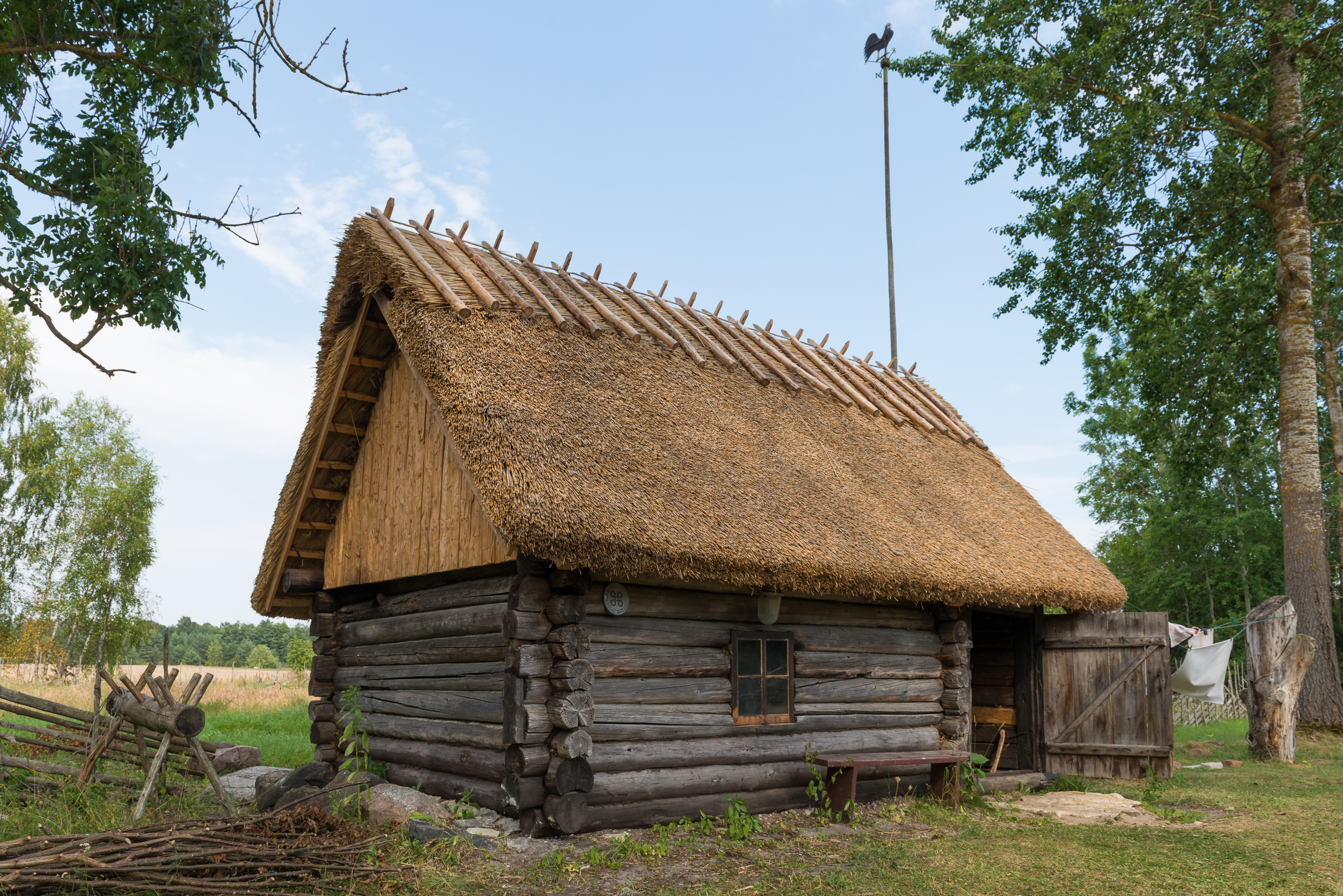
Финская сауна
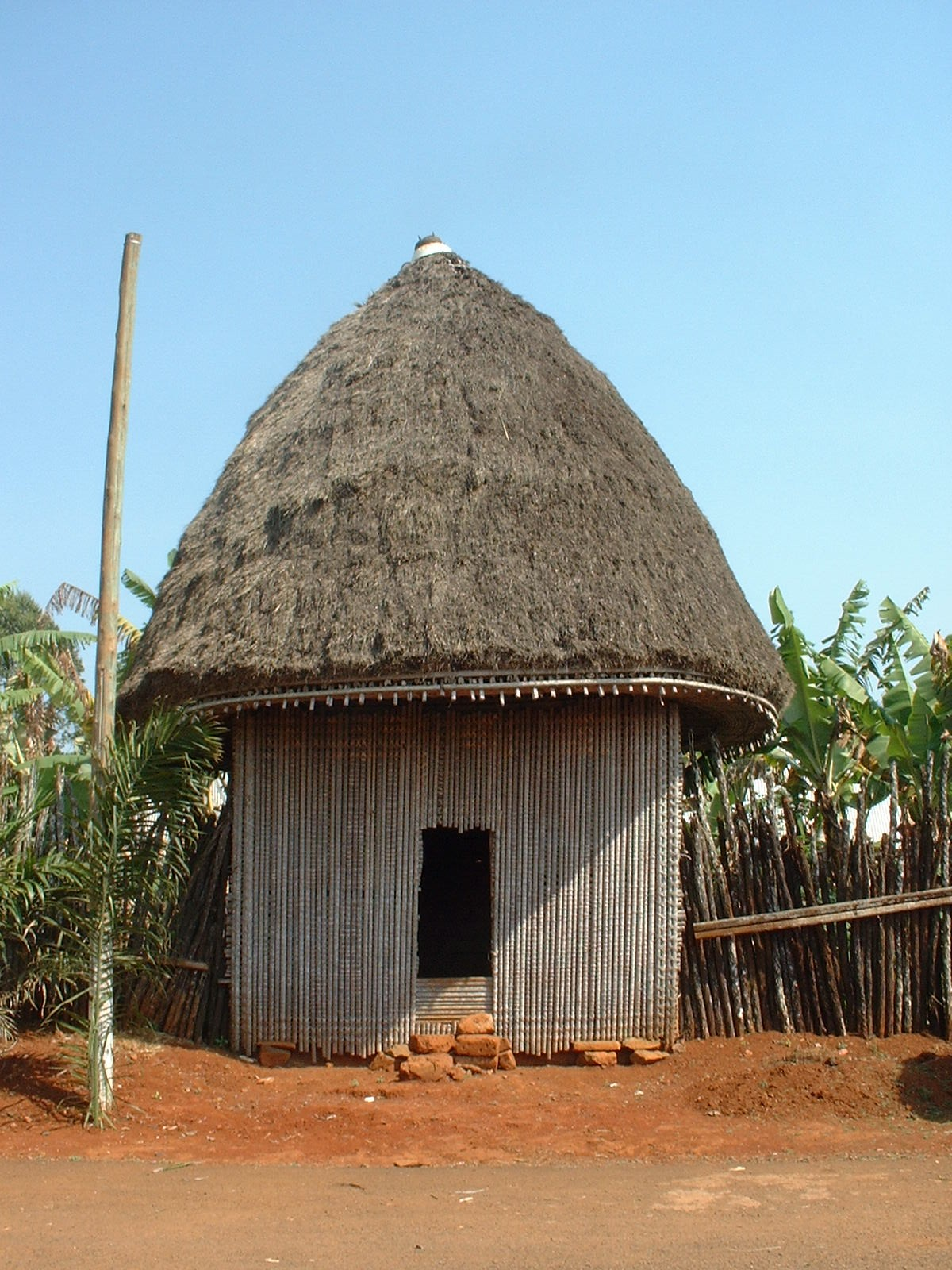
Хижина в Камеруне
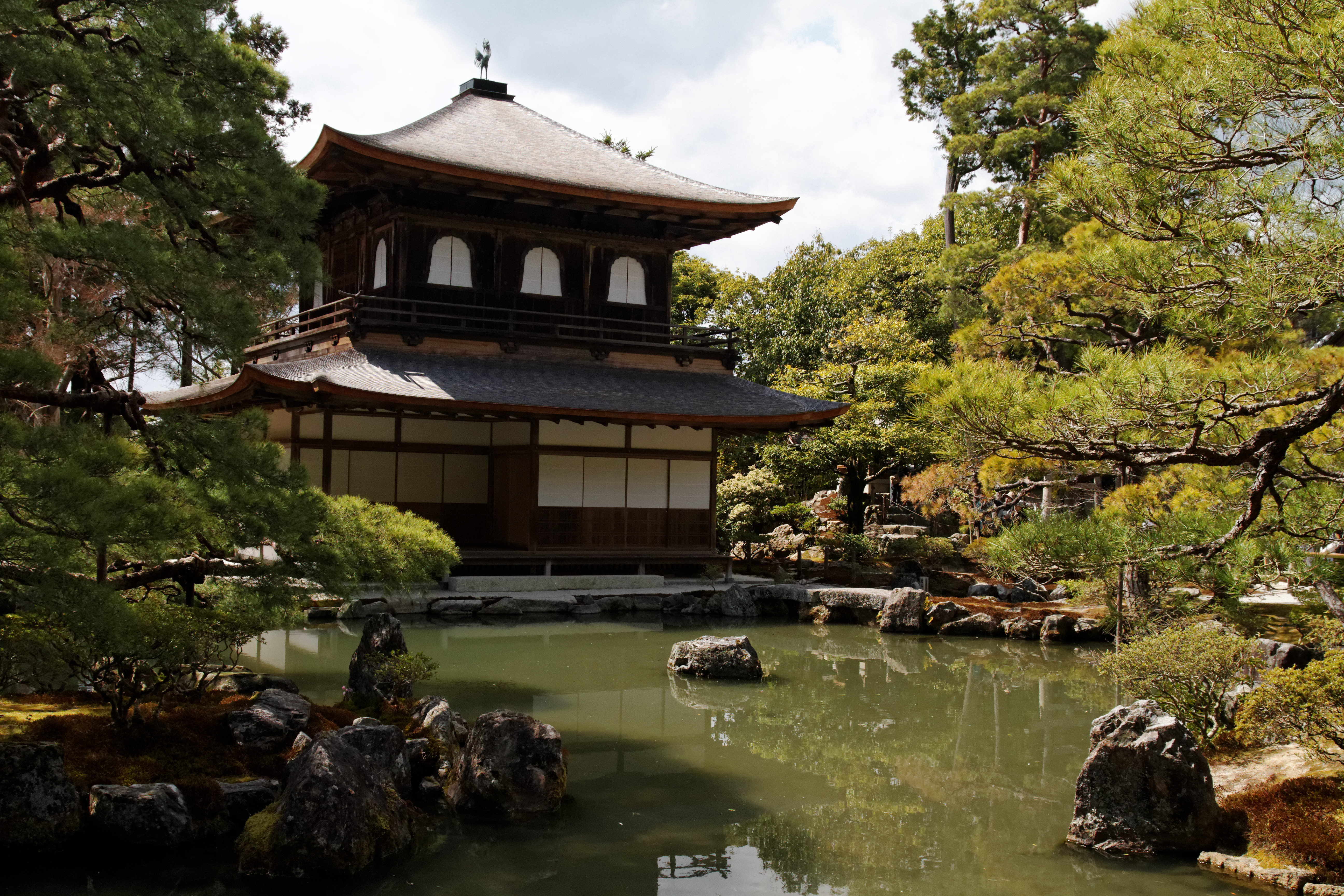
Киото, Серебряный павильон. Япония
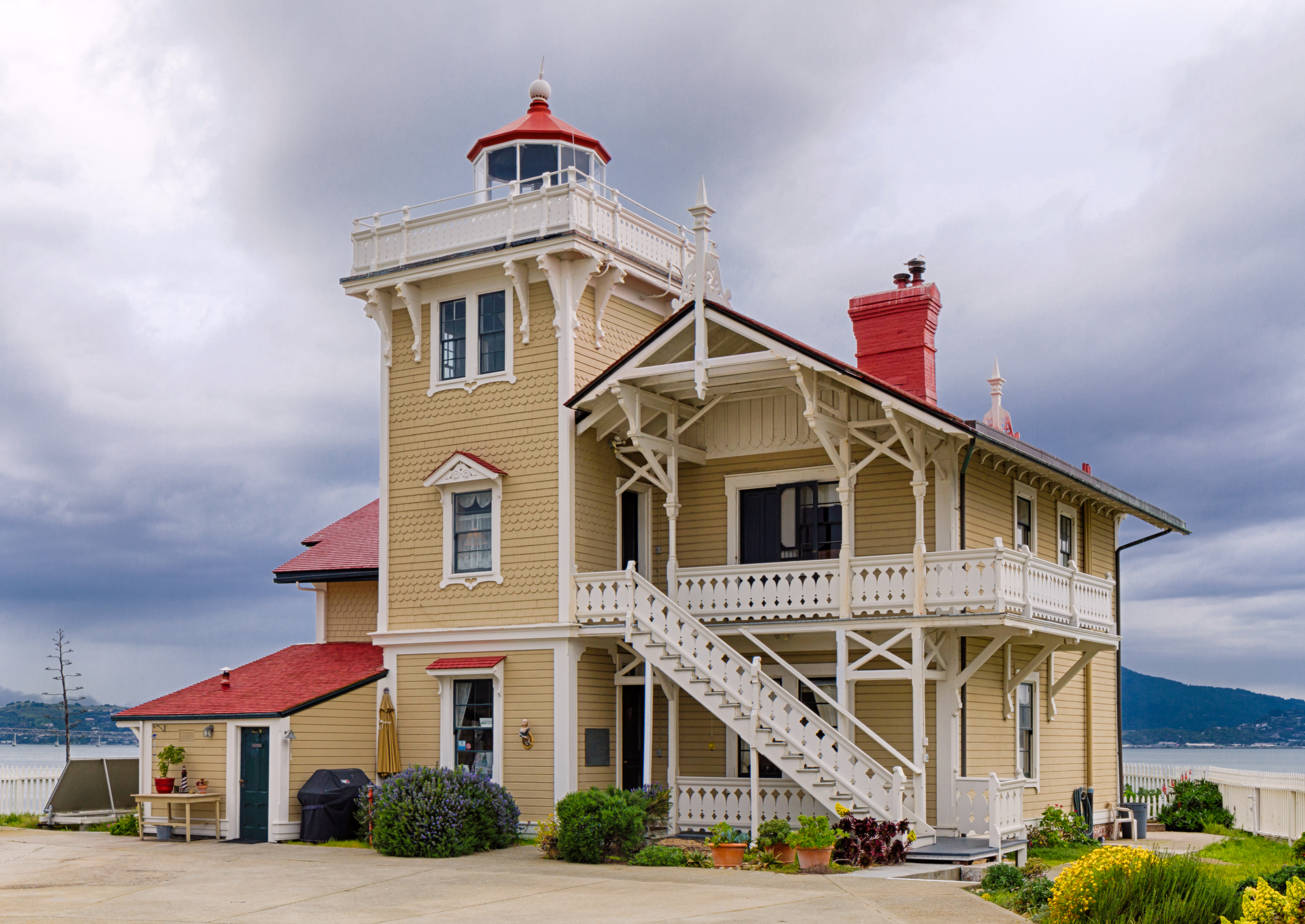
Маяк острова Ист-Бротер[англ.], залив Сан-Пабло, Калифорния, США